# Мартин, Рудольф (антрополог)
Рудольф Мартин (нем. Rudolf Martin; 1 июля 1864, Цюрих, Швейцария — 11 июля 1925, Мюнхен, Германия) — немецкий антрополог, специалист по физической антропологии. Создатель современной методики антропологических исследований.

## Биография
Его родители с юга-запада Германии: отец родом из Вюртемберга, а мать из Бадена. Отец работал инженером-механиком в Цюрихе, затем открыл своё дело в Оффенбурге в Бадене. В Оффенбурге Мартин поступил и окончил школу в 1884 году, а затем поступил на юридический факультет университета во Фрайбурге. После двух семестров он стал изучать философию и покинул Фрайбург, чтобы продолжить образование в Лейпцигском университете. Вскоре он вернулся, чтобы учиться у профессора зоологии Августа Вейсмана. Также он посещал лекции профессора анатомии и сравнительной анатомии Роберта Видерсгейма, профессора философии Алоиза Риля. Мартин увлекся воззрениями Канта на человека. В 1887 году Мартин защитил докторскую диссертацию Kants philosophische Anschauungen in den Jahren 1762-1766 под руководством Риля. В 1887—1890 Мартин посещает антропологические коллекции в Европе, знакомится с Матиасом-Марией Дювалем, Паулем Топинардом, Леонсом Мануврие, братьями Паулем и Габриэлем де Мортилье. В 1890—1891 годах пишет хабилитацию по физической антропологии Zur physischen Anthropologie der Feuerländer и становится приват-доцентом на философском факультете Цюрихского университета.
В 1897 году профессором анатомии в Цюрихском университете становится Георг Руге. Он даёт Мартину лабораторию для антропологических исследований, вскоре формируется отдельный институт. В 1899 году Мартин становится экстраординарным профессором антропологии, в 1905 профессором.
В 1897 году Мартин едет в научно-исследовательскую экспедицию в Малайзию, где ведёт исследования жителей полуострова Малакка, исследует народы сенои и семанги. Для этой работы Мартин разработал инструментарий. Результаты работы опубликованы в 1905 году в монографии  Die Inlandstämme der malaiischen Halbinsel.
В 1911 году из-за слабого здоровья Мартин отказывается от места профессора Цюрихского университета. В Версале он работает над учебником Lehrvuch der Anthropolgie в systematischer darstellung, который был издан в 1914 году. Мартин усовершенствовал существующую методику Поля Броки для антропологических исследований. Первая мировая война застает Мартина врасплох. Ему приходится бросить научную коллекцию и личный архив во Франции и уехать в Германию.
С 1917 года — профессор Мюнхенского университета. Он продолжает работать над вторым изданием учебника. В 1928 году после смерти Мартина он выйдет в трех томах, подготовленный Стефани Оппенхайм, соавтором и второй женой Мартина. В 1956 году третье издание в четырех томах подготовит Карл Саллер, ученик Мартина.
В 1924 году основал журнал биологической и клинической антропологии Anthropologischer Anzeiger (ISSN 0003-5548). В нем Мартин опубликовал результаты исследования влияния голода в Германии на развитие школьников.

## Сочинения
- Rudolf Martin. Die Inlandstämme der Malayischen Halbinsel; wissenschaftliche Ergebnisse einer Reise durch die Vereinigten malayischen Staaten. — Jena: Gustav Fischer Verlag, 1905. — 1052 с.
- Rudolf Martin. Richtlinien für Körpermessungen und deren statistische Verarbeitung : mit besonderer Berücksichtigung von Schülermessungen. — München: J. F. Lehmann Verlag, 1924. — 59 с.
- Rudolf Martin. Richtlinien für Körpermessungen und deren statistische Verarbeitung : mit besonderer Berücksichtigung von Schülermessungen. — Berlin: J. Springer, 1925. — 47 с.
- Rudolf Martin; Karl Saller. Lehrbuch der Anthropologie, in systematischer Darstellung. — 3. vollig umgearb. und erweiterte Aufl. von Karl Saller. — Stuttgart: Gustav Fischer Verlag, 1957—1964.